# إتش جي تي في
إتش جي تي في (بالإنجليزية: HGTV) (إختصار لـ تلفزيون البيت والحديقة (بالإنجليزية: Home & Garden Television)) هي قناة تلفزيونية أمريكية مدفوعة مملوكة لشركة ديسكفري كوميونيكيشنز. تبث الشبكة في المقام الأول برامج الواقع المتعلقة بتحسين المساكن والعقارات. اعتبارًا من فبراير 2015، تلقى ما يقرب من 95628000 أسرة أمريكية (82.2 ٪ من الأسر التي لديها تلفزيون) إتش جي تي في. في عام 2016، تفوقت إتش جي تي في على شبكة سي إن إن كثالث أكثر قنوات الكابل مشاهدةً بعد فوكس نيوز وإي إس بي إن.